# Rhinotrichum thwaitesii
Rhinotrichum thwaitesii är en svampart som beskrevs av Berk. & Broome 1851. Rhinotrichum thwaitesii ingår i släktet Rhinotrichum, divisionen sporsäcksvampar och riket svampar.   Inga underarter finns listade i Catalogue of Life.